# 사스키아 알루살루
사스키아 알루살루(에스토니아어: Saskia Alusalu, 1994년 4월 14일~)는 에스토니아의 은퇴한 스피드스케이팅 선수이다. 2018년 동계 올림픽에 에스토니아 국가대표로 참가하였으며, 올림픽에 참가한 최초의 에스토니아 여자 스피드스케이팅 선수이다.

## 경력
여게바 출신인 알루살루는 12세 시절이던 2006년에 스피드스케이팅에 입문하면서 배이뇌 트레이만 코치의 지도를 받았다. 2011년에는 독일 인첼에서 풀타임 훈련을 시작했다. 2011년에 핀란드 세이내요키에서 열린 세계 주니어 선수권 대회에 처음 출전하여 여자 3000m 경기에서 4분 49.96초를 기록하여 33명의 선수 가운데 25위를 차지했다. 2013년에는 여게바주에 위치한 펄차마 일반 김나지움을 졸업했다.
2013-14 시즌에서 당시 19세였던 알루살루는 캐나다 캘거리에서 열린 월드컵에서 여자 3000m 파이널 B에 출전하면서 데뷔했다. 37명의 선수 가운데 34위를 차지했는데 에스토니아 최고 기록인 4분 20.12초를 기록했다. 이로써 알루살루는 스피드스케이팅 월드컵 경기에서 최초로 에스토니아 대표로 참가한 선수가 되었다.
2014년 3월 8일에 독일 인첼에서 열린 ISU 스피드스케이팅 월드컵에서 여자 매스스타트 우승자인 4분 18.69초를 기록하여 10위를 차지했고 처음으로 월드컵 포인트를 획득했다. 이 기록은 독일의 클라우디아 페히슈타인에게 7초 뒤진 기록이기도 하다. 그러나 가슴과 허벅지에 부상을 입으면서 시즌을 마감했다. 알루살루는 이어진 3차례의 ISU 스피드스케이팅 월드컵 시즌에서 출전했으나 모든 종목에서 10위권에 진출하지 못했고 대부분 파이널 B 20위권에서 중간 정도의 결과들을 이루었다. 알루살루는 2015년에 네덜란드 헤이렌베인에서 열린 세계 종목별 선수권 대회 여자 매스스타트에서 8분 47.05초를 기록하여 10위를 차지했다.
이후 캘거리에서 열린 2017-18 ISU 스피드스케이팅 월드컵 여자 매스스타트에서 4위를 차지하면서 자신의 월드컵 최고 성적을 달성했다. 알루살루는 초반부터 아웃코스로 치고 나갔는데 우승자가 된 독일의 페히슈타인 주변에 있던 다른 선수 3명이 뒤쫓기 시작했고 마침내 알루살루를 따라잡게 된다. 2017년 12월에 대한민국 평창에서 열린 2018년 동계 올림픽 출전 자격을 획득하면서 에스토니아에서 최초로 동계 올림픽에 참가한 여자 스피드스케이팅 선수가 되었다.
2018년 동계 올림픽에서는 에스토니아 선수단의 개막식 기수를 맡았고 여자 스피드스케이팅 매스스타트 경기에 참가했다. 이 경기에서 캘거리 ISU 스피드스케이팅 월드컵 레이스에서와 같은 전술을 따라 일찌감치 선두에 서게 된 결승전에 도달했다. 알루살루는 나중에 다른 선수들에게 추월당했지만 중간 스프린트에서 얻은 성과 때문에 종합 결과에서 8분 47.46초, 총점 15점으로 종합 4위를 차지했다. 2018년에는 에스토니아 올해의 여자 스포츠 선수로 선정되는 영예를 안았다.
알루살루는 중국 베이징에서 열린 2022년 동계 올림픽을 위한 훈련에도 불구하고 2021년 8월에 현역 은퇴를 선언했으며, 이는 자신의 개인사에 더 집중하고 싶었고 더 이상의 육체적인 부담을 감당할 수 없었기 때문이라고 밝혔다. 은퇴 선언 후인 2022년 2월에 펄차마에서 열린 에스토니아 국내 대회를 끝으로 선수 생활을 마무리한 알루살루는 타르투 대학교에서 물리치료학을 전공했고 미래를 설계하기 위해 트레이너 학위를 취득했다.